# Тереза Сокирка
Тере́за Соки́рка (*1 квітня, 1981, Мус-Джо, провінція Саскачеван, Канада) — канадська співачка українського походження.
Тереза Сокирка походить з музично обдарованої сім'ї; навчалася танців у танцювальних українських гуртах «Євшан» і «Павличенко»; співала у юнацькому хорі «Ластівка»; закінчила двомовну англо-українську шкільну програму в Саскатуні; грає на скрипці, фортепіано й гітарі.
1994 року отримала першу нагороду в категорії до 12 років у конкурсі Української мистецької програми (англ. Ukrainian Arts Program) провінції Саскачеван.
2004 року у фіналі телевізійного конкурсу молодих виконавців «Канадський ідол» (англ. «Canadian Idol») зайняла друге місце. Більшість, з понад трьох мільйонів телеглядачів, що телефонували у студію, складалась із молодих дівчат, які віддали перевагу іншому півфіналісту — солодкому і мелодраматичному Калану Портеру. Тереза Сокирка настільки пристрасно й переконливо виконувала блюз і джаз, що співак Лайонел Річі змушений був відзначити, що, послухавши Терезу, можна зробити висновок, ніби в неї вселилася душа старої жінки-негритянки.
2010 року вийшов альбом, присвячений покійним виконавцям Квітці Цісик та Володимирові Івасюку. Цей реліз — збірка українських пісень у сучасній обробці.
Неодноразово виступала зі знаними канадо-українськими виконавцями, зокрема з Zirka, Романом Когутом, Тут і Там.